# Dynatosoma silesiacum
Dynatosoma silesiacum är en tvåvingeart som beskrevs av Sevcik 2001. Dynatosoma silesiacum ingår i släktet Dynatosoma och familjen svampmyggor.
Artens utbredningsområde är Tjeckien. Arten är reproducerande i Sverige. Inga underarter finns listade i Catalogue of Life.